# Cánh đồng Nghiên cứu Năng lượng Hydro Fukushima
Cánh đồng Nghiên cứu Năng lượng Hydro Fukushima (FH2R) là cơ sở sản xuất hydro lớn nhất thế giới sử dụng năng lượng tái tạo. Cơ sở này tọa lạc ở tỉnh Fukushima, Nhật Bản. Công trình được khởi công vào năm 2018 và hoàn thành vào năm 2018. Thủ tướng Shinzo Abe đã làm lễ khánh thành FH2R vào năm 2020. FH2R sử dụng 10 MW điện mặt trời được lắp đặt gần khu sản xuất. Cơ sở này có thể sản xuất tới 1.200 Nm3 hydro mỗi giờ. FH2R do Tổ chức Phát triển Công nghệ Công nghiệp và Năng lượng Mới, Tập đoàn Giải pháp & Hệ thống Năng lượng Toshiba, Tập đoàn Điện lực Tohoku và Tập đoàn Iwatani thành lập chung với nhau.